# Памятник Маяковскому (Москва)
Памятник великому русскому поэту эпохи футуризма Владимиру Маяковскому (1893 - 1930)  был установлен в 1958 году в Москве на площади Маяковского (сейчас это Триумфальная площадь). Авторы монумента — скульптор Александр Кибальников и архитектор Дмитрий Чечулин. Скульптура является памятником монументального искусства федерального значения.
Телохранитель Сталина В. Туков вспоминал, что тот «как-то поехал через площадь Маяковского. Обратился ко мне: „Почему нет памятника Маяковскому? Он всю жизнь воспевал Ленина, революцию“. Затем мы развернулись на машине, он и показал рукой: „Вот здесь поставить памятник Маяковскому“. Памятник поставили уже после смерти Сталина». Памятник поэту был заложен на площади Маяковского ещё перед Великой Отечественной войной — в апреле 1940 года. Работа над созданием проекта скульптуры была прервана войной. В начале 1950-х снова объявили конкурс, в котором приняли участие скульпторы Александр Кибальников, Сергей Коненков, Матвей Манизер, Евгений Вучетич, Михаил Аникушин и другие. Выставка проектов памятника прошла в Москве в 1953 году в залах Исторического музея.

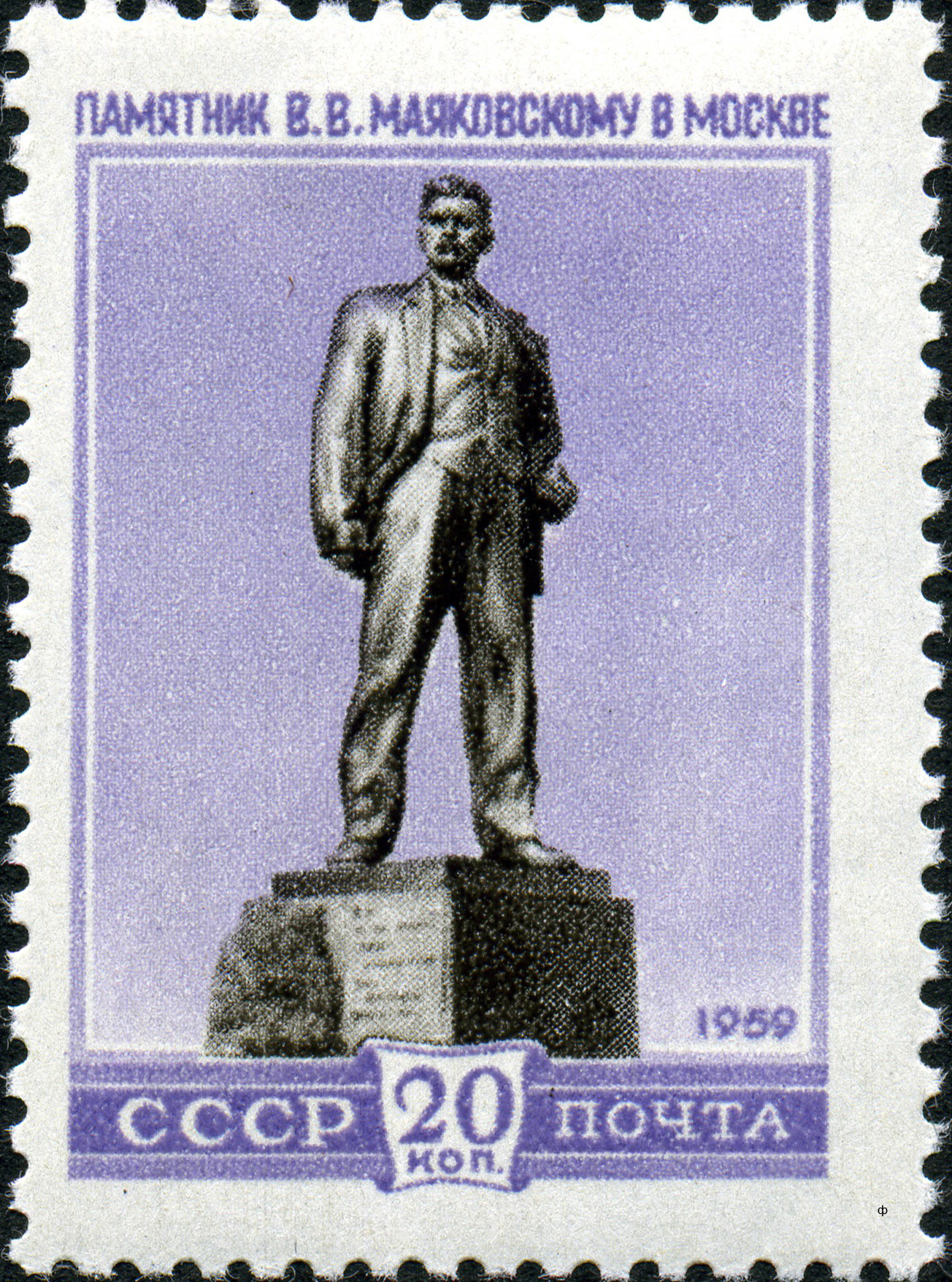
Памятник на марке СССР

Александр Кибальников работал над скульптурой Владимира Маяковского шесть лет, и к 1958 году она была готова. Чтобы выбрать оптимальное расположение памятника на площади Маяковского, был изготовлен его деревянный макет в натуральную величину, который перемещали по площади.
Торжественное открытие памятника состоялось 28 июля 1958 года на площади, с середины 1930-х годов носящей имя Маяковского. На открытии памятника присутствовало много народа. Представители общественности, писатели, деятели искусств поднимались на сцену и произносили речи. После церемонии открытия памятника официальные и неофициальные поэты почитали свои стихи, около них постояла удивлённая этим зрелищем толпа, и многим это настолько понравилось, что они договорились встретиться здесь же через неделю. Так началась «площадь Маяковского» — центр оппозиционной студенческой молодёжи 1958—1962 годов.
Скульптура высотой 6 метров, выполненная из бронзы, установлена на гранитном постаменте высотой 4 метра. Маяковский стоит с распахнутым пиджаком в позе чтеца. В его левой руке — записная книжка. Автор монумента — скульптор А. П. Кибальников — в 1959 году был удостоен за свою работу Ленинской премии. «Большая фигура Маяковского расположена на невысоком постаменте, что зрительно ещё больше увеличивает её. Поэт как бы обращается ко всему окружающему; движения его решительны и смелы»
На постаменте высечены строки Владимира Маяковского:
И я,
как весну человечества,
рождённую
в трудах и в бою,
пою
моё отечество,
республику мою!